# Irina Kowrowa
Irina Kowrowa zam. Kuleszowa (ros. Ирина Коврова zam. Кулешова, ur. 4 stycznia 1962 w Moskwie) – rosyjska łyżwiarka szybka reprezentująca ZSRR.

## Kariera
Największy sukces w karierze Irina Kowrowa osiągnęła 29 listopada 1986 roku w Berlinie, kiedy zajęła trzecie miejsce w biegach na 500 i 1500 m w ramach Pucharu Świata. W obu przypadkach wyprzedziły ją tylko Karin Enke z NRD i Bonnie Blair z USA. Najlepsze wyniki osiągnęła w sezonie 1986/1987, kiedy była dziewiąta w klasyfikacji końcowej 500 m. W 1984 roku zajęła czwarte miejsce podczas sprinterskich mistrzostw świata w Trondheim. W pierwszym biegu na 500 m była czwarta, w pierwszym biegu na 100 m zajęła trzecie miejsce, a w obu drugich biegach zajmowała piąte miejsce. Walkę o medal przegrała ostatecznie ze swą rodaczką, Natalją Glebową. W tym samym roku zajęła również czwarte miejsce w biegu na 500 m podczas igrzysk olimpijskich w Sarajewie, ponownie przegrywając walkę o podium z Glebową. Na rozgrywanych cztery lata wcześniej igrzyskach w Lake Placid była dziesiąta na 500 m i dwudziesta na dwukrotnie dłuższym dystansie. W 1988 roku zakończyła karierę.